# Ornithogalum gabrielianiae
Ornithogalum gabrielianiae är en sparrisväxtart som beskrevs av Agapova. Ornithogalum gabrielianiae ingår i släktet stjärnlökar, och familjen sparrisväxter. Inga underarter finns listade i Catalogue of Life.